# بلومفیلد (میزوری)
بلومفیلد (به انگلیسی: Bloomfield) یک شهر در ایالات متحده آمریکا است که در شهرستان استادار، میزوری واقع شده‌است. بلومفیلد ۳٫۵۰ کیلومتر مربع مساحت و ۱٬۹۳۳ نفر جمعیت دارد و ۱۴۷ متر بالاتر از سطح دریا واقع شده‌است.